# Fontana (Kalifornien)
Fontana ist eine Stadt im San Bernardino County im US-Bundesstaat Kalifornien, mit rund 208.393 Einwohnern (Stand: Volkszählung 2020). Das Stadtgebiet erstreckt sich auf einer Fläche von rund 110 km².

## Geografie
Die Stadt liegt im Südwesten des San Bernardino Countys in Kalifornien. Sie grenzt im Südwesten an Ontario, im Nordwesten an Rancho Cucamonga, im Osten an Rialto und im Südosten an Bloomington (Kalifornien). Im Süden grenzt Fontana an das Riverside County mit der Stadt Jurupa Valley. Nördlich liegen die San Gabriel Mountains. Westlich von Fontana liegt zudem der Auto Club Speedway.
Fontana hat 196.069 Einwohner (Stand der Volkszählung 2010). Die Stadt erstreckt sich auf einer Fläche von circa 109,9 km², die komplett aus Landfläche besteht; die Bevölkerungsdichte beträgt somit 1784,1 Einwohner pro km². Das Stadtzentrum befindet sich auf einer Höhe von 377 Metern. Fontana gehört zur Metropolregion Inland Empire.
Durch Fontana verlaufen mehrere bedeutende Fernverkehrsstraßen. Das südliche Stadtgebiet wird von der Interstate 10 durchzogen, während die Interstate 15 den Nordrand der Stadt berührt. Des Weiteren führen die California State Routes 66 und 210 parallel zueinander durch Fontana.

### Klima
Die klimatischen Verhältnisse in Fontana sind typisch für die Region im südlichen Kalifornien. Im Sommer herrscht trockenes und niederschlagsarmes Klima vor, wobei die Tagestemperaturen meist die 30 Grad-Celsius-Marke deutlich überschreiten. Rekordwerte von über 42 Grad wurden bereits in den Monaten Mai bis September gemessen. Niederschläge konzentrieren sich meist auf die Wintermonate, in denen das Thermometer jedoch in der Regel deutlich im Plusbereich bleibt.

## Geschichte
Im ausgehenden 19. Jahrhundert war die Gegend östlich von Los Angeles eine dünn besiedelte Agrarregion. Die Santa Fe Railroad, die eine Bahnlinie zwischen Los Angeles und San Bernardino baute, errichtete auf dem heutigen Stadtgebiet Fontanas eine Bahnstation namens Rosena. Ab 1903 erwarb Azariel Blanchard Miller Land und entwickelte ein neues Landwirtschaftszentrum. 1913 erhielt die neu entstandene Ortschaft schließlich den Namen Fontana. Bis zum Zweiten Weltkrieg blieb Fontana eine von Zitrus- und Geflügelfarmen geprägte Kleinstadt an der Route 66.
Der Kriegseintritt der USA änderte dies nachhaltig. Die Werften an der Westküste benötigten Stahl, und so wurde von Henry John Kaiser nahe Fontana ein Stahlwerk errichtet welches schon 1943 in Betrieb ging. Fontana wurde als Standort auserwählt da die Stadt über gute Verkehrsanbindungen verfügte und weit genug entfernt von der durch die Japaner bedrohten Pazifikküste lag. Kaiser Steel war eines von nur zwei amerikanischen Stahlwerken westlich des Mississippi Rivers und wurde in den Jahren nach dem Krieg weiter ausgebaut.
Am 25. Juni 1952 wurde Fontana zur selbständigen Gemeinde erklärt, die Stadt hatte zu diesem Zeitpunkt rund 15.000 Einwohner. Das tausenden Menschen Arbeit gebende Stahlwerk geriet ab den 1960ern in wirtschaftliche Schwierigkeiten, sein küstenferner Standort erwies sich nach dem Krieg als nachteilig. In den 1980ern ging Kaiser Steel bankrott und ein großer Teil der Anlagen wurde abgebaut. Einen kleinen Teil des ehemaligen Fabrikgeländes besitzt heute California Steel Industries, das Unternehmen beschäftigt rund 1000 Menschen. Auf einem größeren Teil der ehemaligen Industriebrache wurde der 1997 eröffnete Auto Club Speedway erbaut.
Die Einwohnerzahl Fontanas wuchs in den letzten beiden Jahrzehnten stark, von 87.000 im Jahr 1990 auf knapp 200.000. Neben zahlreichen neuen Wohnsiedlungen waren dafür auch Eingemeindungen benachbarter Unincorporated areas verantwortlich.

## Demographie
Die Volkszählung des Jahres 2010 ergab eine Einwohnerzahl von 196.069, was einem Anstieg von rund 70.000 innerhalb von zehn Jahren entspricht. In den rund 49.000 Haushalten der Stadt lebten nach der Volkszählung etwas weniger als die Hälfte Weiße. Rund 60 Prozent gehören der ethnischen Gruppe der Latinos an. Weitere Bevölkerungsgruppen wie Afroamerikaner, asiatischstämmige Amerikaner oder sonstige stellen Minderheiten dar. Nach der Volkszählung kamen außerdem auf 100 Frauen 98,7 Männer, während das Medianalter bei 28,7 Jahren lag.

## Politik
Fontana ist Teil des 20. Distrikts im Senat von Kalifornien, der vom Demokraten Alex Padilla vertreten wird. In der California State Assembly ist der Ort dem 47. Distrikt zugeordnet, vertreten von der Demokratin Cheryl Brown. Auf Bundesebene gehört Fontana Kaliforniens 35. Kongresswahlbezirk an, der einen Cook Partisan Voting Index von D+15 hat.

## Diverses
- Bekannt ist die Oval-Rennstrecke Auto Club Speedway, auf der Champ Cars Schnitte von bis zu 388 km/h erzielten und auch NASCAR-Rennen stattfinden. 1999 verunglückte hier der Champ-Car-Pilot Greg Moore tödlich.
- Der Hells Angels Motorcycleclub wurde 1948 in der Region Fontana/San Bernardino gegründet.[13]

## Persönlichkeiten

### Söhne und Töchter der Stadt
- Mike Davis (1946–2022), Sozialkommentator, Soziologe und Historiker
- Bill Fagerbakke (* 1957), Schauspieler und Synchronsprecher
- Michael Evans (* 1960), Wasserballspieler
- Rodney Mall (* 1967), Unternehmer und Autorennfahrer
- Stephanie Rehe (* 1969), Tennisspielerin
- Gillian Boxx (* 1973), Softballspielerin
- Travis Barker (* 1975), Schlagzeuger der amerikanischen Pop-Punk-Band blink-182
- Torri Edwards (* 1977), Leichtathletin
- Lucas Duda (* 1986), Baseballspieler
- Maurice Edu (* 1986), Fußballspieler
- Leo Romero (* 1986), Profiskateboarder (Thrashers Skater of the Year 2010)
- Jalil Anibaba (* 1988), Fußballspieler
- Rachel McCoy (* 1994), Hochspringerin
- Brittany Brown (* 1995), Sprinterin
- Khallifah Rosser (* 1995), Hürdenläufer
- Sione Takitaki (* 1995), American-Football-Spieler
- Tyler Allgeier (* 2000), American-Football-Spieler

### Mit Fontana verbundene Persönlichkeiten
- Sammy Hagar (* 1947), Rockmusiker von Van Halen, besuchte die Highschool in Fontana
- Marvin Jones (* 1990), American-Football-Spieler